# マグ溶接
マグ溶接またはMAG溶接（まぐようせつ、metal active gas welding）とは溶接工法の一種である。
ミグ溶接と合わせて、ガスシールドアーク溶接に分類される。

## 概要
アーク溶接のうち、シールドガスに不活性ガスと炭酸ガスを混合して使うものをマグ溶接という。通常半自動溶接として使われる。一般的には半自動溶接の一種と考えてよい。マグ溶接のしくみについては半自動溶接の項を参照のこと。
シールドガスに不活性ガスのみを使うミグ溶接（MIG溶接）という溶接がある。炭酸ガスアーク溶接と比較して仕上がりが美しくなるが、アークが広がるため溶け込みが浅い。
そのためアークを細くしてエネルギーを集中させる作用のある炭酸ガスを不活性ガスに混ぜたのがマグ溶接である。
鉄系材料に使用される。炭酸ガスが化学反応を起こすため、アルミニウムなどの非鉄金属には用いることは出来ない。

## 類似の溶接方法
- 炭酸ガスアーク溶接:シールドガスに炭酸ガス(CO2)のみを使う。
- ミグ溶接:シールドガスに不活性ガスのみを使う。
- マグ溶接:シールドガスに不活性ガスと炭酸ガスを混合して使う。